# Hygrostat

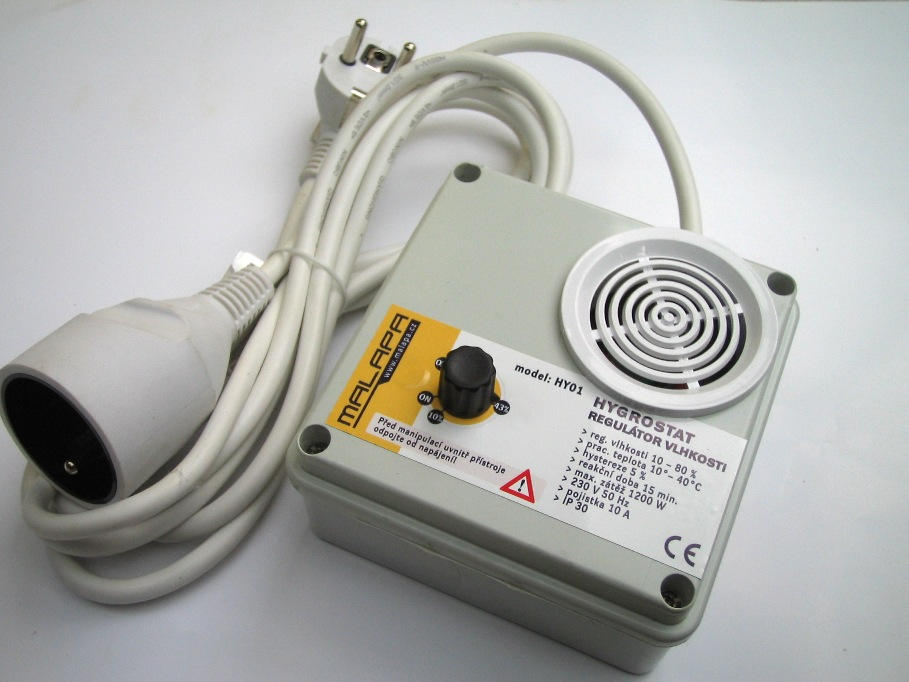
Klasický vlasový elektromechanický hygrostat s jedním výstupem

Hygrostat je přístroj, který spíná nebo reguluje spotřebiče v závislosti na vlhkosti. Podle nastavené hodnoty vlhkosti přístroj sepne nebo vypne ovládaný výstup. Pro měření vlhkosti se používají vlhkoměry (neboli hygrometry nebo řidčeji hygroměry). Jednotka vlhkosti se udává v %RH (relativní vlhkost).
Využití najde ve zvlhčování, odvlhčování nebo topení, ovládání ventilátoru (odtah/přítah vzduchu) v místnosti, prostoru, skladu, archivu, sušičky, stroje a přístroje, rozvaděče. Udržování správné vlhkosti pro ovládání např. botanické zahrady, terária, chovu zvířat, skleníku, solárního ohřevu vody a vzduchu doma i v průmyslu... Některé hygrostaty jsou kombinované s regulátorem výkonu.
Hygrostat má v podstatě stejnou konstrukci jako termostat s tím rozdílem, že místo ovládání teplotou spíná kontakty vlhkost.

## Druhy hygrostatů
Elektromechanický hygrostat
Mechanický nebo také elektromechanický hygrostat ovládá spínací/ rozpínací kontakty hygroskopickým jevem. Nejčastěji se k tomuto účelu používá lidský vlas. Vlas mění svou délku úměrně okolní vlhkosti.
Elektronický hygrostat

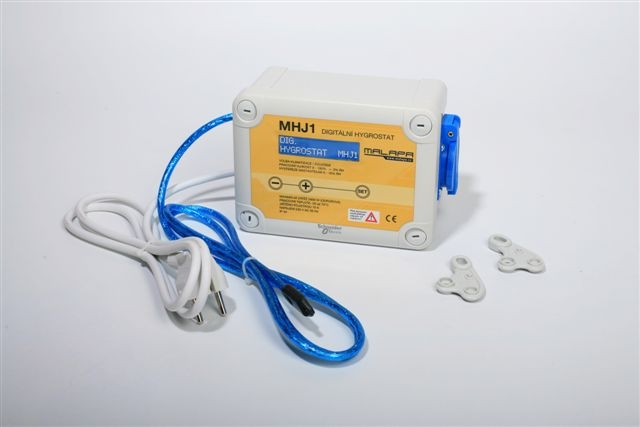
Elektronický hygrostat s digitálním čidlem vlhkosti

Elektronické hygrostaty jsou ovládané polovodičovými senzory, jejich signál se zesílí a je zpracován. Elektronika následně ovládá nejčastěji relé- spínací/ rozpínací kontakty. Elektronické hygrostaty jsou ovládané buď analogovými, nebo digitálními čidly. Elektronické vlhkostní čidla dělíme na tyto druhy:
- Vlhkostní kapacitní čidlo

- na výstupu analogového čidla vzniká elektrický náboj, který se mění podle okolní vlhkosti. Jednotka pro kapacitu je farad a značí se F.
- Vlhkostní čidlo ovládané lineárním napětím

- na výstupu analogového čidla je napětí, které se mění podle okolní vlhkosti. Jednotka pro napětí je volt a značí se V.
- Vlhkostní odporové čidlo

- výstup analogového čidla je ovládán změnou odporu, který se mění podle okolní vlhkosti. Jednotka pro odpor je ohm a značí se Ω.
- na výstupu čidla je informace předávána v digitální formě, digitální tok mění podle okolní vlhkosti. Tyto čidla jsou imunní vůči vnějšímu rušení a délce kabelového spojení (odpor, úbytek napětí nebo kapacity...).

## Hystereze
Hystereze nebo vlhkostní rozdíl je důležitá pro kontinuální vlhkost (např. pokud je hystereze 1 % RH, požadovaná vlhkost 20 %, hygrostat vypne při 20 % a znovu sepne při 19 %).